# Врбица, Машо
Машо Врбица (село Врба, 1833 — Баня-Лука, 1898) — черногорский воевода.

## Биография
Машо окончил артиллерийское училище в Санкт-Петербурге, и когда он вернулся в Черногорию его назначили капитаном. В черногорской армии тренировал артиллеристов, командовал в битве в Грахово (1858) и в черногорско-турецкой войне (1862).

### Войны с Турцией 1875—1878
Воеводой был назначен в 1875. Он был делегатом Черногории в сербском Верховном командовании в сербско-турецкой войне 1876-77, и участвовал в борьбе при Алексинаце и Делиграде.
В качестве министра внутренних дел в 1877 командовал войсками в атаке на Никшич, взял Требьешку главицу, где руководил артиллерией, поддерживавшей атаку на город. Никшич был взят 9 сентября 1877. В осаде и штурме Никитича принимали участие подаренные Черногории русские горные и 9-фунтовые орудия, находившиеся под командой русских офицеров Гейслера и Циклинского; в числе прислуги этих орудий было семь русских фейерверкеров. После падения Никитича военные действия Черногории были направлены на очищение занятых турецкими войсками укреплений, главным образом, в районе Дугского горного прохода. Три батальона воеводы Машо Врбицы 16 сентября 1877 овладели укреплениями у Билека, а 25 сентября десять батальонов воеводы Петра Вуковича овладели укреплениями у Дугского горного прохода. Награждён орденом Святого Георгия 4-й степени.
В 1878 командовал колонной, которая со стороны Сутоморе напала на Бар.
Он был членом Омладины.